# استوارت پارنابی
استوارت پارنابی (انگلیسی: Stuart Parnaby؛ زادهٔ ۱۹ ژوئیهٔ ۱۹۸۲) بازیکن فوتبال اهل بریتانیا است.
از باشگاه‌هایی که در آن بازی کرده‌است می‌توان به میدلزبرو، بیرمنگام سیتی، هارتل پول یونایتد اشاره کرد.
وی همچنین در تیم ملی فوتبال زیر ۲۱ سال انگلستان بازی کرده‌است.